# Heterusia funebris
Heterusia funebris là một loài bướm đêm trong họ Geometridae.